# تيري كينت (راكب الكنو)
تيري كينت (بالإنجليزية: Terry Kent)‏ هو راكب الكنو أمريكي، ولد في 8 أغسطس 1962 في روتشستر في الولايات المتحدة.

## وصلات خارجية
- تيري كينت على موقع أوليمبيديا (الإنجليزية)